# Francisco Villanueva Medina
Francisco Villanueva Medina (Marcilla, 27 de juliol de 1965) és un exfutbolista i entrenador navarrès, que jugava de porter.

## Trajectòria
La carrera de Patxi Villanueva ha estat estretament lligada al Celta de Vigo. Després de passar per les diferents categories del club, el 1985 arriba al primer equip, suplent de Maté. Eixa campanya, la 85/86, podria haver debutat quan aquest es va lesionar, però dissortadament, el navarrès es trobava al servei militar i la porteria va estar coberta pel tercer guardameta, Chuco.
No va tenir una nova oportunitat a la màxima categoria fins a la 87/88, en partit contra el Sevilla, i no va tornar a sortir al camp fins a la temporada 91/92, quan Maté va deixar el club. Eixa campanya, amb el Celta en Segona, va ser titular, tot jugant fins a 38 partits.
De nou a la màxima categoria, la temporada 92/93 no va tenir la continuïtat i va passar a la suplència de Santiago Cañizares durant dues temporades, fins que la marxa d'aquest al Reial Madrid li va tornar a obrir les portes de nou, tot jugant 27 partits la temporada 94/95. La incorporació d'Antoni Prats el va relegar una altra volta a la banqueta, només disputant dos partits fins a la seua sortida del Celta a l'estiu de 1997.
La temporada 97/98 fitxa amb el Llevant UE. Seria el porter titular, però els granotes baixarien eixe any a Segona B. Posteriorment, Villanueva va jugar en altres equips menors com el Peña Sport o el Gondomar, fins a retirar-se el 2002.
Després de la seua retirada, ha continuat vinculat al món del futbol com a entrenador de porters del Celta de Vigo.